# 바샤 칸 대학교 테러
2016년 1월 20일 파키스탄 차르사다의 바샤 칸 대학교에 네 명의 괴한이 침입하여 테러를 일으키는 사건이 발생하였다. 적어도 22명이 사망하였다.

## 같이 보기
- 2014년 페샤와르 학교 학살